# Renault Captur
Renault Captur (Каптю́р) — мини-кроссовер, выпускаемый французской компанией Renault, созданный на базе хетчбэка Renault Clio четвёртого поколения. Автомобиль выпускается на заводе Renault в Испании с 2013 года. Название происходит от фр. cap — «курс», «направление». 

## Первое поколение
Мировая премьера автомобиля состоялась на Женевском автосалоне 2013 года. Дизайнер автомобиля — Лоренс ван ден Акер.
Для развивающихся рынков, в том числе российского, Renault в 2016 году представила схожий автомобиль, но основанный на платформе B0. От базовой модели модификация отличается увеличенными размерами кузова и бо́льшим дорожным просветом. Для России название было изменено на Kaptur из-за возможности неправильного произношения.

### Безопасность
Автомобиль прошел тест Euro NCAP в 2013 году:
| Euro NCAP                                                        | Euro NCAP | Euro NCAP | Euro NCAP             |
| ---------------------------------------------------------------- | --------- | --------- | --------------------- |
| · общий рейтинг                                                  |           |           |                       |
| 88%                                                              | 79%       | 61%       | 81%                   |
| взрослый пассажир                                                | ребёнок   | пешеход   | активная безопасность |
| Протестированная модель: Renault Captur 1,0 'Trendy', LHD (2013) |           |           |                       |

## Второе поколение
Премьера кроссовера второго поколения на платформе CMF-B состоялась в 2019 году. Для рынка Южной Кореи автомобиль не будет переименован в Renault Samsung QM3.